# Étel (Fluss)
Der Étel (franz.: Rivière d’Étel, breton.: Stêr an Intel) ist ein Küstenfluss in Frankreich, der im Département Morbihan in der Region Bretagne verläuft. Er entspringt unter dem Namen Rion im Gemeindegebiet von Languidic, entwässert zunächst in westlicher Richtung, schwenkt dann generell nach Süden, ändert dabei noch mehrfach seinen Namen auf Pont du Roc’h, Goah Guillerm und mündet schließlich als Étel südlich des gleichnamigen Ortes Étel zwischen den Gemeinden Erdeven und Plouhinec nach insgesamt rund 35 Kilometern in den Atlantischen Ozean. Unterhalb von Nostang, etwa auf den letzten 15 Kilometern, ist der Étel schon den Gezeiten ausgesetzt und bildet eine Mündung vom Typ Ria. Das bedeutet, dass sowohl der eigene Flusslauf, als auch seine Zuflüsse so tief eingeschnitten sind, dass sie bei Flut total von Meerwasser bedeckt sind und eine weit verzweigte Küstenlandschaft bilden, in die sogar einige Inseln eingebettet sind, während bei Ebbe großräumig brackige Feuchtgebiete und Schlickablagerungen zurückbleiben. Bei der eigentlichen Mündung in den Ozean wurde vom Flussgeschiebe eine mächtige Barriere aufgeschüttet.

## Orte am Fluss
(Reihenfolge in Fließrichtung)
- Languidic
- Nostang
- Saint Cado, Gemeinde Belz
- Pont Lorois, Gemeinde Belz
- Le Magouër, Gemeinde Plouhinec
- Étel

## Nebenflüsse
(Reihenfolge in Fließrichtung)
Auch wenn die Zuflüsse nur klein sind, bilden sie bei entsprechender Tide im Unterlauf große Wasserflächen und sind für die ausgeprägte Mündungsform der Ria mitverantwortlich.
| Linke Nebenflüsse: - Landévant, Zubringer: Demi-Ville (21 km) - Stêr en Istrec, Zubringer: Pont Lesdour (8 km) - Chenal de Saint Jean, Zubringer: Calavret (13 km) - Sac’h, Zubringer: Poumen, (9 km) | Rechte Nebenflüsse: - Lézévry (11 km) - Chenal de Berringue (2 km) - Chenal de Bisconte (10 km) |

## Wirtschaft
Die Fischerei war früher die Haupteinnahmequelle im Mündungsbereich des Flusses. Nach Rückgang des Ertrages wurde die Fischindustrie in andere Gebiete verlagert. Danach wurde versucht mit Austernzuchtanlagen neue Einnahmequellen zu erschließen. Auch der Tourismus mit den vielen Freizeithäfen ist von großer Bedeutung.

## Sehenswürdigkeiten
- Insel Saint Cado mit Kapelle aus dem 12. Jahrhundert – Monument historique[4]
- Hängebrücke Pont Lorois
- Dolmen und Menhire der Megalithkultur aus der Frühgeschichte
- die komplette Mündungszone ist als Natura 2000-Schutzgebiet unter der Nummer FR5300028 registriert